# Resolució 467 del Consell de Seguretat de les Nacions Unides
La Resolució 467 del Consell de Seguretat de les Nacions Unides, fou aprovada el 24 d'abril de 1980, després d'haver estudiat l'informe del Secretari General de les Nacions Unides i recordant les resolucions 425 (1978), 426 (1978), 444 (1978), 427 (1978), 434 (1979), 450 (1979) i 459 (1979), el Consell va reafirmar les resolucions que detallen el mandat d'UNIFIL i va condemnar totes les accions en contra de les resolucions.
El Consell va condemnar l'invent militar de Israel al Líban i tots els actes d'agressió violant l'Acord General d'Armistici i cap a la Força, especialment després a la seva caserna general. Tenint en compte això, la resolució va recomanar a la FPNULUNIFIL fer exercici de moderació i li va recordar que podia utilitzar la defensa pròpia en virtut d'algunes disposicions del seu mandat.
Finalment, la resolució va convocar una reunió de les Comissions Mixtes d'Armistici i va demanar al secretari general que vigilés el progrés de les comissions i el cessament d'hostilitats.
La resolució va ser aprovada per 12 vots contra cap i amb les abstencions d'Alemanya Oriental, la Unió Soviètica i els Estats Units.